# میل آیل
میل آیل (به انگلیسی: Millisle) یک روستا در بریتانیا است که در Ards واقع شده‌است. میل آیل ۲٬۳۱۸ نفر جمعیت دارد.